# Peter Tosh
Peter Tosh, ursprungligen Winston Hubert McIntosh, född 19 oktober 1944 i Grange Hill i Westmoreland Parish, Jamaica, död 11 september 1987 i Kingston, var en jamaicansk musiker som anses vara en av reggaemusikens allra största profiler.
Han flyttade till slumområdet Denham i Kingston 1956 och till det lika förslummade Trenchtown året därpå. Hans temperament medförde att han ofta hamnade i slagsmål. I Kingstons slum lärde han sig spela gitarr och träffade Bob Marley och Bunny Wailer. 
Pete Tosh sköts ihjäl den 11 september 1987 i Kingston i Jamaica, efter att tillsammans med familj och några vänner hållits som gisslan i sitt hem av tre pistolmän anförda av Dennis "Leppo" Lobban. De ville ha en stor summa pengar som Tosh hävdade att han inte hade hemma. Tosh sköts två gånger i huvudet, och även Wilton (Doc) Brown och Jeff Dixon mördades.
Några av de låtar som Tosh gjort är "Mark of the Beast" ('Vilddjurets tecken'), "Testify", "Stepping Razor", "Rastafari Is", "Bush Doctor", "Chrystal Ball", "Equal Rights", "Get Up, Stand Up", "Mystic Man", "Mystery Babylon", "Lion", "Downpressor Man", "Don't Look Back" (Med Mick Jagger och Keith Richards), "Buk-In-Hamm Palace", "Burial", I'm The Thoughest", "Maga Dog", "African", "Mama Africa", "Legalize It” och, den största hitten, "Johnny B Goode”

## Biografi

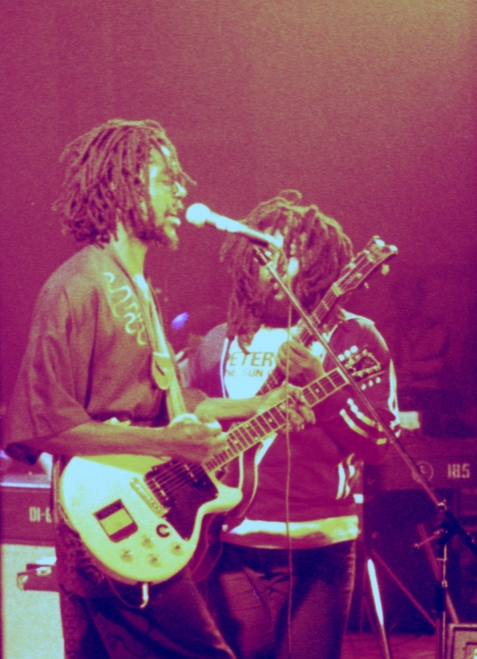
Peter Tosh med Robbie Shakespeare, Bush Doctor Tour, Cardiff, 1978

### Barndom och tidig karriär
Tosh föddes den 19 oktober 1944 i det lilla samhället Grange Hill i Westmoreland Parish i Jamaica. Hans föräldrar Alvera Coke och James McIntosh var för unga för att ta hand om honom. Han växte i stället upp hos en moster, och flyttade som 15-åring år 1960 till Jamaicas huvudstad Kingston för att söka sin lycka där. Hans längd (195 cm som vuxen man), heta temperament och ilska riktad mot översittare medförde att han ofta hamnade i slagsmål. Det gav honom med tiden öknamnet "The stepping razor". Tre år senare träffade han Bob Marley och Bunny Livingston/Wailer hos Joe Higgs, som gratis undervisade ungdomar i sång, stämmor och harmonier. Tillsammans med Bob Marley, Neville Livingston (Bunny Wailer), Beverly Kelso och Junior Braithwaite bildade de vokalistgruppen The Teenagers, men döpte snart om sig till The Wailers. Under åren 1963 - 1965 var de en av de populäraste vokalistgrupperna i Jamaica och sålde massor av singlar. Som kompband hade de Jamaicas bästa musiker – The Skatalites. The Wailers toppade listorna, men ungdomarna fick ingen del av dessa pengar, utan fick en fast lön på omkring tre pund i veckan av producenten Clement "Coxsone" Dodd.
Peter Toshs tidigaste inspelningar tillsammans med The Wailers var "Hoot Nanny Hoot", "Maga Dog" "Jumbie Jamboree" och "Rasta Shook Them Up".
När ska-musiken ersattes av rocksteady 1966 började det gå sämre för ungdomarna. Bob Marley åkte till USA för att tjäna ihop pengar till en fortsatt musikkarriär och Tosh och Livingston spelade in låtar för andra producenter, och Tosh fick sin dittills största hit med "The Toughest" 1966. År 1970 spelade gruppen in den första reggae-LP:n någonsin där en och samma grupp framförde alla låtar. Den döptes till The Best Of The Wailers av producenten Leslie Kong trots att det inte var något samlingsalbum utan helt nyskrivet material. På denna LP framförde Tosh låtarna "Go Tell It On The Mountain", "Soon Come", "Stop That Train" och "Can't You See
Peter Tosh var känd som en sarkastisk och lite snarstucken man som stack ut genom sin längd. I motsats till Bob Marley idealistiska syn på världen med en kärleksfull syn på människorna även om han hatade "Babylon", såg Peter Tosh sig själv som en revolutionär och var våldsam i sina ansträngningar för att riva ner "Babylon". Han myntade sina egna ord för många av de saker som han hatade, inklusive "politricks" för politik, "shitstem" för system, och "crime minister" i stället för prime minister, osv. Han rökte marijuana öppet på scenen och hånskrattade åt poliserna runt arenan. Denna attityd gjorde att han blev misshandlad på öppen gata av jamaicansk polis vid upprepade tillfällen. Tosh hade i likhet med Marley och Bunny Wailer anammat rastafari-tron redan 1966, före de flesta andra samtida reggaeartister. Han hade inte långt till religionen eftersom hans far James McIntosh varit en karismatisk predikant från Savanna La Mar. Rastafarianerna var på den tiden en illa sedd och marginaliserad grupp på Jamaica, och rastatron var så långt ifrån faderns baptism man kunde komma.

### Tosh och reggaens genombrott
Peter Toshs två första solosinglar kom 1970 och hette "Maga Dog" och "Dem Ha Fe Get a Beatin'" och producerades av Joe Gibbs. Därefter kom tre singlar med ett tydligare rastafarianskt och rebelliskt budskap: "Arise Blackman," "Black Dignity," och "Here Comes the Judge." Därefter, i slutet av 1970, släpptes singeln "I'm the Toughest" – en reggaeklassiker som många artister genom åren gjort covers på.
Under reggaens första experimentella år samarbetade the Wailers bl.a. med den genialiske men instabile producenten Lee "Scratch" Perry. De fick del av de skivor som sålde på Jamaica, men inte en cent för de Wailers-skivor som Perry sålde i Storbritannien. Bob Marley dominerade nu gruppen fullständigt, och Peter Tosh och Bunny Wailer hade mestadels uppgiften att som sångare rama in Marleys röst med harmonier. Tosh blev dessutom lurad av olika musikproducenter under förevändningen att det var fråga om rehearsals (repetitioner) när han sjöng som soloartist i studion, och sedan såldes hans singlar i Storbritannien utan att han ens visste om det. De låtar som Tosh spelade in var bl.a. "400 Years", "Downpressor Man", "No Sympathy" och "Brand New Second Hand".
År 1973 ingick Peter Tosh som sångare, gitarrist och låtskrivare i det band som snart skulle döpas om till Bob Marley and the Wailers – Tredje världens främsta band någonsin. Gruppen fick en internationell stjärnstatus efter sina album på Island Records –  Catch A Fire och Burnin' och Marley och Tosh skrev tillsammans låtar som "Get Up, Stand Up". Men Marley dominerade, och det fanns ingen tid för sidoprojekt för Peter Tosh som hade utvecklats mycket musikaliskt och var redo att gå sin egen väg.

### Tiden som internationell reggaeartist
Peter Toshs första soloalbum släpptes 1976. Denna LP hette liksom titellåten Legalize It, och det var en legalisering av marijuana som Peter Tosh ivrade för. Marijuana röktes av rastafarianerna i samband med vissa riter, men var och är även allmänt spridd och använd av alla sociala skikt och grupper på Jamaica. Det fanns många fler som uttalade sig positivt om marijuana, men Tosh och hans låt var och är i hög grad symbolen för denna debatt.
Efter tiden med The Wailers fick Tosh framgångar som soloartist med låtar som "Bush Doctor", "Legalize It" och "Mama Africa". Tosh fick en Grammy för sitt sista album No Nuclear War 1987, men hann mördas i sitt hem i Kingston kort före tillställningen.
Han sköts ihjäl den 11 september 1987 i Kingston, Jamaica efter att tillsammans med familj och några vänner hållits som gisslan i sitt hem av tre pistolmän anförda av Dennis "Leppo" Lobban,  som ville ha en stor summa pengar som Tosh hävdade att han inte hade hemma. Tosh sköts två gånger i huvudet, och även Doc Brown och Jeff Dixon mördades.
Peter Tosh var sedan 1966 och livet ut en hängiven anhängare av rastafari-tron, och sympatiserade med grenen Twelve Tribes of Israel. Hans texter handlade mycket om orättvisor, förtryck och mänskliga rättigheter, samt om kampen för att få marijuana legaliserat. Han var som rastafarian även vegetarian och helnykterist. Han efterlämnade sonen Andrew Tosh.

## Diskografi

### Som medlem av gruppen The Wailers

#### För Clement Coxsone Dodd, Studio One
- 1966 – The Wailing Wailers
- 1970 – The Best of the Wailers

#### För Lee "Scratch" Perry, Black Ark
- 1970 – Soul Rebels (Trojan)
- 1971 – Soul Revolution (Trojan)
- 1971 – Soul Revolution Part II (Trojan)
- 1973 – African Herbsman (Trojan)

#### På skivbolaget Island Records
- 1973 – Catch a Fire (Island)
- 1973 – Burnin' (Island)

### Solokarriär

#### Tidiga singlar
- 1966 – Maga Dog
- 1969 – Burial
- 1969 – I Am The Thoughest
- 1970 – Dem Ha Fe Get A Beaten
- 1971 – 400 Years
- 1971 – Soon Come
- 1972 – No Symphathy
- 1972 – Brand New Second Hand
- 1973 – Mystery Babylon
- 1976 – Vampire
- 1977 – Mark of the Beast

#### Studioalbum
- 1976 – Legalize It (Columbia)
- 1977 – Equal Rights (Columbia)
- 1978 – Bush Doctor (Trojan)
- 1979 – Mystic Man (Trojan)
  - Spår: Mystic Man, Recruiting Soldiers, Can't You See, Fight On, Jah Seh No, Buk-in-hamm Palace, The Day the Dollar Die, Crystal Ball, Rumours of War
- 1981 – Wanted Dread and Alive (EMI America)
  - Spår: Coming in Hot, Nothing But Love, Reggae-Mylitis, The Poor Man Feel It, Cold Blood, Wanted Dread & Alive, Rastafari Is, That's What They Will Do, Fools Die
- 1983 – Mama Africa (album) (EMI America)
- 1987 – No Nuclear War (EMI America)

#### Livealbum
- 1979 – Island Zorro (Excitable Recordworks) – LP inspelad live på nattklubben Roxy, West Hollywood, Kalifornien, USA. Liten utgåva, bra ljud.
- 1984 – Captured Live (EMI America)
- 2001 – Live & Dangerous Boston 1976 (Columbia/Legacy)